# 缅甸卷柏
缅甸卷柏（学名：Selaginella kurzii）为卷柏科卷柏属下的一个种。

## 扩展阅读
- 維基物種上的相關：缅甸卷柏